# Golfito
Golfito este un oraș din Costa Rica. Are 5 școli și un liceu.